# Luis Alva Castro
Luis Juan Alva Castro (Trujillo, 17 de febrero de 1942) es un economista y político peruano. Alto miembro del Partido Aprista Peruano, ejerció durante el segundo gobierno aprista como ministro del Interior y como congresista de la república en tres ocasiones. Fue también diputado de 1980 a 1990 y durante el primer gobierno de Alan García se desempeñó como ministro de Economía, presidente del Consejo de Ministros y segundo vicepresidente de la república.

## Biografía
Luis Alva Castro nació en la ciudad de Trujillo, ubicada en el departamento de La Libertad, el 17 de febrero de 1942. Es hijo de Luis Alva y de Rosalía Castro, Alva Castro proviene de una familia de larga tradición aprista.
Trasladado a Lima, realizó sus estudios primarios en el Colegio Claretiano y los secundarios en el Colegio Militar Leoncio Prado. Posteriormente, Alva volvió a su ciudad natal y en 1960, estudió la carrera de Economía en la Universidad Nacional de Trujillo, donde se graduó de bachiller y obtuvo el título de economista, a mérito de su tesis sobre “Integración económica de América Latina” (1964). 
En 1996, estudió un posgrado en Ciencias Políticas, en la Universidad Inca Garcilaso de la Vega.
Cursó sobre integración económica de América Latina realizado por el Instituto para la Integración de América Latina del Banco Interamericano de Desarrollo. Es miembro del Colegio de Economistas del Perú. Desde joven laboró en diversas empresas del sector privado, entre ellas Inca Kola.

## Carrera política
Luis Alva Castro e inició desde muy joven en el Partido Aprista Peruano, militando desde los 15 años. Llegó a ser secretario general del Comando Regional del Norte en 1965. A los 24 años fue miembro del Directorio de la Corporación de Desarrollo de La Libertad (CORLIB), cuya experiencia en planeación y gerencia lo aplicó como ejecutivo de empresas privadas y públicas. El gobierno militar de Juan Velasco Alvarado lo acusó de supuestos malos manejos y estuvo preso en la cárcel de Trujillo, de 1970 a 1972. Finalmente logró se excarcelado.
Su carrera política se inicia en las elecciones constituyentes del año 1978 como candidato a la Asamblea Constituyente convocadas por el gobierno de Francisco Morales Bermúdez, sin embargo, Alva no resultó elegido como diputado.
Durante el desarrollo de la Asamblea Constituyente de 1978, ejerció la secretaría privada del líder histórico aprista Víctor Raúl Haya de la Torre (Presidente de dicha Asamblea). Era uno de los discípulos predilectos del líder aprista junto a Alan García.
Ejerció la jefatura de la campaña presidencial de Armando Villanueva del Campo en las elecciones presidenciales del año 1980, donde finalmente fue vencido por Fernando Belaúnde Terry de Acción Popular.

### Diputado por La Libertad
En las elecciones parlamentarias de 1980, Alva postuló a la Cámara de Diputados del Congreso de la República representando al departamento de La Libertad por el Partido Aprista Peruano. Culminando los procesos, Alva logró ser elegido como diputado para el periodo parlamentario 1980-1985.
Durante su labor parlamentaria, fue uno de los portavoces del Partido Aprista Peruano en el parlamento. Fue reelegido en las elecciones de 1985 para el periodo 1985-1990 con 66,566 votos.

## Primer Gobierno de Alan García

### Segundo Vicepresidente de la República
Ante la muerte del histórico Víctor Raúl Haya de la Torre, el líder aprista Armando Villanueva del Campo expresó que la última voluntad de su líder era que Alan García conduzca el partido. Es así que en las elecciones generales del año 1985, García es elegido como candidato presidencial del Partido Aprista junto con Luis Alberto Sánchez como primer vicepresidente y Alva Castro en la segunda vicepresidencia. Finalmente, Alan García logró ser elegido como presidente de la república, derrotando a Alfonso Barrantes de Izquierda Unida, para el periodo presidencial 1985-1990.
El 28 de julio de 1985, Alva Castro juró junto con Luis Alberto Sánchez como vicepresidentes ante el Congreso de la República.

### Primer ministro y ministro de Economía
El 28 de julio de 1985, Alan García nombró a Alva Castro como su primer presidente del Consejo de Ministros y también en el cargo de ministro de Economía.
Durante su gestión ministerial, impulsó la heterodoxia que tuvo un buen inicio pero que luego fue catastrófico para el Perú. Dirigió el programa de estabilización y crecimiento que logró revertir la crisis de 1985 y representó al Perú en el Banco Interamericano de Desarrollo, Banco Mundial y en el Fondo Monetario Internacional (FMI). También dirigió la elaboración, así como la ejecución del Plan Económico de Emergencia del gobierno.
Alva permaneció en ambos cargos hasta que luego presentó su renuncia el 26 de junio de 1987, donde fue reemplazado por Guillermo Larco Cox como primer ministro y por Gustavo Saberbein en el MEF.

### Presidente de la Cámara de Diputados
El 26 de julio de ese mismo año, luego de haber renunciado a la PCM, Alva Castro fue presentado por el Partido Aprista como su candidato a la presidencia de la Cámara de Diputados y luego fue elegido como presidente para el periodo legislativo 1987-1988.
Alva siguió en sus labores legislativas y en 1989 fue designado como secretario general del APRA donde luego en 1992 fue reemplazado por Alan García.

### Candidato Presidencial
Para las elecciones generales de 1990, se anunció la candidatura de Alva Castro a la presidencia de la república acompañado de Luis Alberto Sánchez y de Javier Valle-Riestra. A inicios la candidatura aprista tuvo buenos índices de apoyo, sin embargo, quedó luego en el tercer lugar de las preferencias tras la segunda vuelta entre los candidatos Mario Vargas Llosa del Frente Democrático y Alberto Fujimori de Cambio 90. Surgieron dudas acerca de un secreto apoyo de los apristas a la candidatura de Fujimori, lo cual al final logró tener éxito.
Al instaurarse el gobierno de Alberto Fujimori, Alva Castro decidió retirarse momentáneamente del ámbito político, salvo en su partido cuando fue designado nuevamente como secretario general en 1996, cargo en el que se mantuvo hasta 1999. Fue también opositor a la dictadura fujimorista tras haber destruido la democracia desde el autogolpe de estado del 5 de abril de 1992.

## Regreso a la política

### Congresista de la República
En las elecciones parlamentarias del año 2000, Alva decidió regresar nuevamente a la política como candidato al Congreso de la República por el Partido Aprista Peruano contra la reelección de Alberto Fujimori. Alva logró tener éxito al ser elegido como congresista para el periodo parlamentario 2000-2005.
Ante la tercera toma de mando de Alberto Fujimori ante el Congreso de la República, Alva junto a los demás congresistas de la oposición se retiraron del hemiciclo para luego participar en la ya convocada Marcha de los Cuatro Suyos encabezada por el líder de oposición, Alejandro Toledo.
En el congreso formó parte de la Comisión de Economía. Posteriormente en noviembre del mismo año, ante la difusión de los vladivideos, la renuncia de Alberto Fujimori mediante un fax desde Japón y la asunción de Valentín Paniagua como presidente transitorio, su cargo parlamentario fue reducido hasta julio del 2001 donde se convocaron a nuevas elecciones generales.
Alva luego postuló a la reelección en las elecciones parlamentarias representando al departamento de La Libertad por el APRA y fue reelegido, con 95,050 votos, para el periodo parlamentario 2001-2006.
Durante su labor parlamentaria, fue presidente de la bancada aprista y en agosto del 2005, fue designado como presidente del Instituto Privado Víctor Raúl Haya de la Torre. Fue también presidente de la Comisión de Integración y Relaciones Interparlamentarias, así como presidente del Parlamento Andino de 2001 a 2002.
En las elecciones parlamentarias del 2006, fue nuevamente reelegido con 57,409 votos para el periodo 2006-2011. En dichas elecciones también se logró el segundo triunfo de Alan García a la presidencia de la república.
Ejerció la presidencia de la Comisión de Presupuesto y Cuenta General de la República del parlamento.

### Ministro del Interior
El 26 de febrero del 2007, tras la renuncia de Pilar Mazzetti, Alva Castro fue nombrado el nuevo ministro del Interior por el presidente Alan García en su segundo gobierno.
Durante su gestión en el MININTER, ejerció la Lucha Antidrogas. Sin embargo, se le cuestionó sobre la cuestionada compra de patrulleros policiales donde se descubrió un vínculo con una empresa vinculada con el tráfico de mercenarios a Iraq y el mal estado de los patrulleros.
Alva Castro estuvo a punto de ser censurado ante el Congreso de la República tras una moción presentada por los congresistas de oposición, sin embargo, su censura no logró ser aprobada tras ser blindado por la bancada fujimorista. Se cuestionó luego su extraña visita al condenado expresidente Alberto Fujimori en su celda en la Diroes para la negociación de votos para la candidatura de Javier Velásquez Quesquén a la presidencia del Congreso en 2008. Desde entonces se hizo famoso la alianza entre el Partido Aprista Peruano y el fujimorismo.
Su gestión ministerial duró un poco más de un año y medio. Después de la renuncia de Jorge del Castillo como presidente del Consejo de Ministros, no fue confirmado en su cargo por Yehude Simon. Su periodo terminó el 14 de octubre del 2008 y Alva Castro fue reemplazado luego por el gral. Remigio Hernani.

### Presidente del Congreso de la República
El 26 de julio del 2009, Alva Castro fue elegido como presidente del Congreso de la República, derrotando a la candidata de oposición Rosa Florián Cedrón, para el periodo legislativo 2009-2010. Su lista a la Mesa Directiva estuvo integrado por la fujimorista Cecilia Chacón a la primera vicepresidencia, Michael Urtecho de Alianza Nacional a la segunda vicepresidencia y Antonio León Zapata a la tercera vicepresidencia.
Durante su gestión en la presidencia del Legislativo, se aprobaron 149 leyes en el parlamento. 
Culminando su gestión, intentó su reelección al Congreso de la República en las elecciones parlamentarias del 2011, sin embargo, no resultó reelegido.

## Controversias

### Caso Odebrecht
El 11 de abril de 2019, a pedido del fiscal José Domingo Pérez, el juez Richard Concepción Carhuancho dio impedimento de salida del país por 18 meses para Alva Castro, por presunto lavado de activos, en el marco de la investigación por el Caso Odebrecht. Según la tesis de la fiscalía, Alva Castro había gestionado personalmente que la constructora Odebrecht apoyara económicamente en la campaña electoral de Alan García del 2006, habiendo recibido US$ 200 mil de manera ilícita.